# 케피르
케피르(러시아어: кефир)는 소젖이나 염소젖 또는 양젖을 발효시켜 만든 알코올 발효 유제품이다. 캅카스에서 처음 만들어졌으며, 러시아를 비롯한 동유럽, 중앙아시아 등에서 즐겨 먹는다. 조선민주주의인민공화국에서도 인기가 있다.

## 같이 보기

### 기타 발표 유제품
- 크므즈
- 아마시 (음식)
- 아이란
- 우락유
- 차스
- 찰라프
- 치즈
- 크림 치즈
- 아이란
- 필미엘크
- 라반 (발효유)
- 여과 요거트
- 라시 (음료)
- 마춘
- 찰 (음료)
- 스키르
- 빌리 (유제품)
- 요구르트

### 기타 발효 음료
- 보자 (음료)
- 콤부차